# Anamera obesa
Anamera obesa là một loài bọ cánh cứng trong họ Cerambycidae.